# Église de Sretensko-Mikhailovskaïa

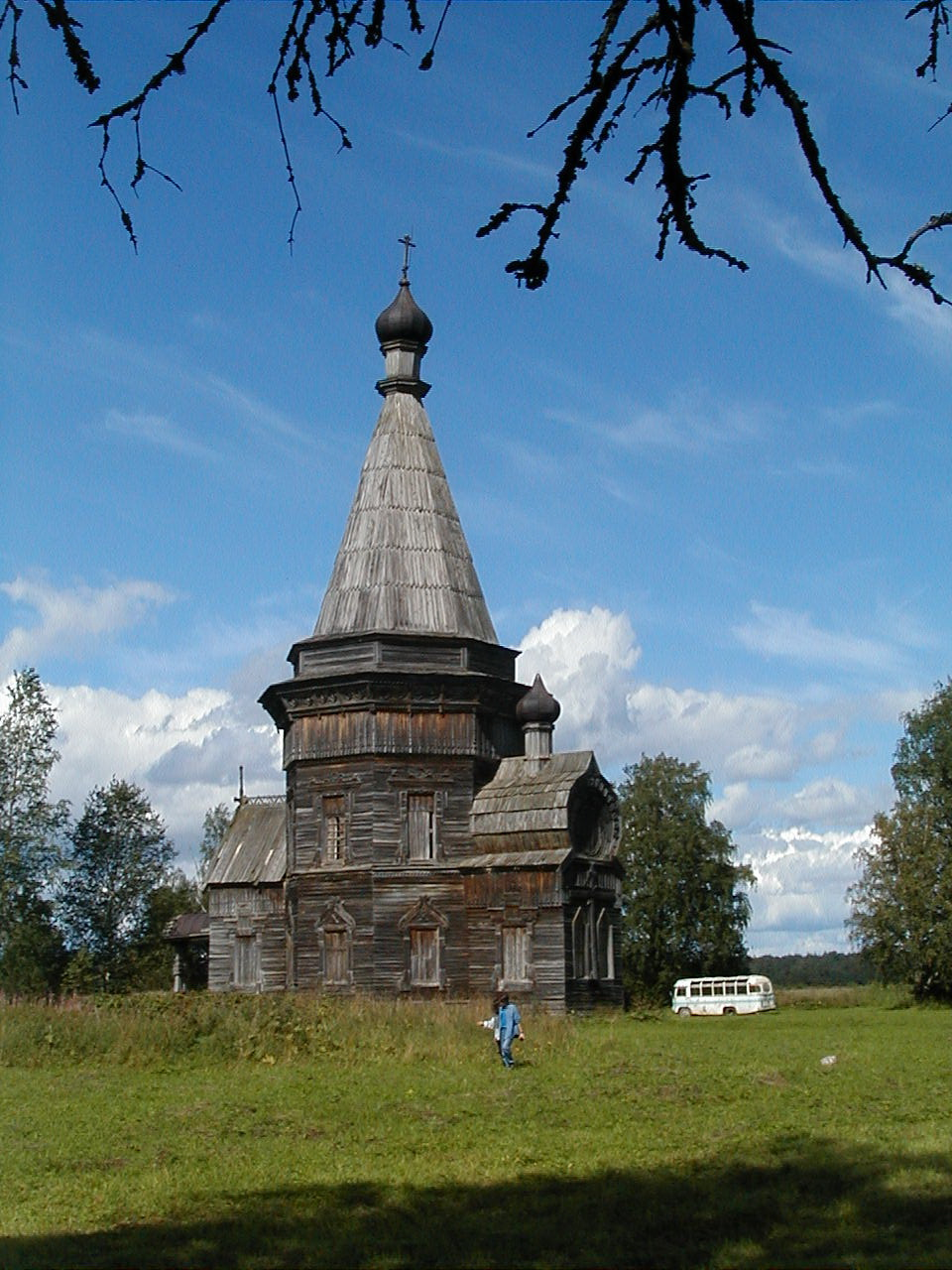
Église Stretensko-Mikhaïlovskaïa

L'église de Sretensko-Mikhailovskaïa ou église de la Chandeleur et de l'archange Mikhaïl ou église de la Présentation de Jésus au Temple et de l'archange Mikhaïl (en russe : Сретенско-Михайловская Церковь) est une église construite en bois, surmontée d'un toit en forme de chatior, située dans l'ancien village de Krasnaïa Liaga, dans le raïon de Kargopol, dans l'oblast d'Arkhangelsk, en fédération de Russie.
C'est l'une des monuments architecturaux en bois les plus remarquables en Russie,. Il est classé dans la liste de l'héritage patrimonial de la Russie d'intérêt fédéral sous le n° 291410146030006. Il appartient au type octogonal, l'un des plus anciens de l'architecture en bois russe. Il date des années 1655-1665.

## Histoire
L'église est renseignée dans les registres du deuxième doyenné de l'ouïezd de Kargopol en 1866 avec une mention de sa date de construction de 1655 et de ses constructeurs, d'habiles paysans locaux. C'est un octogone classique entouré d'une galerie (paperte) sur trois de ses côtés (il n'y en a pas du côté est).
De 1840 (ou 1842) à 1894, la galerie n'existait pas, mais il existait un escalier vers le corpus principal.
Lors de la restauration de 1894-1895, le niveau du sol a été abaissé et l'escalier a été supprimé n'étant plus nécessaire. En outre, l'église a été recouverte d'un revêtement extérieur étanche aux couleurs vives qui lui donnait un aspect moderne.

Dans les murs de l'église sont ménagés de longs et étroits hagioscopes ou fenêtres étroites qui permettent de suivre de l'extérieur le service liturgique qui se tient à l'intérieur sans être vu.

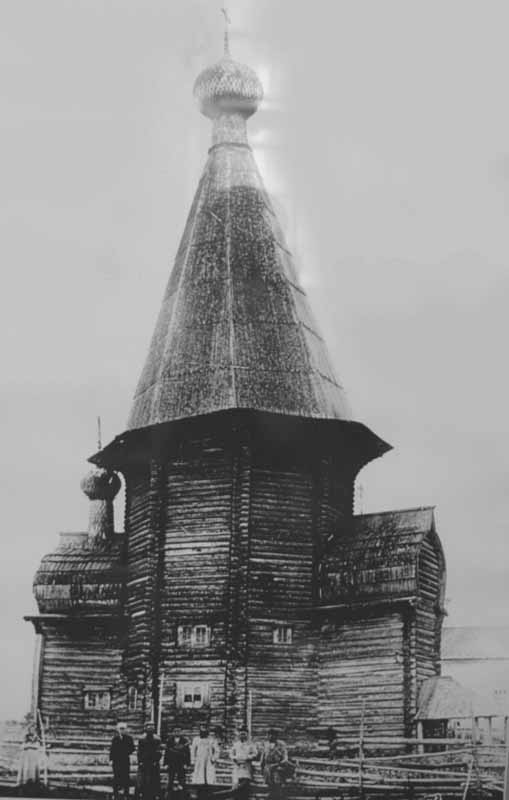
Photographie de l'église en 1894 lors de la restauration.
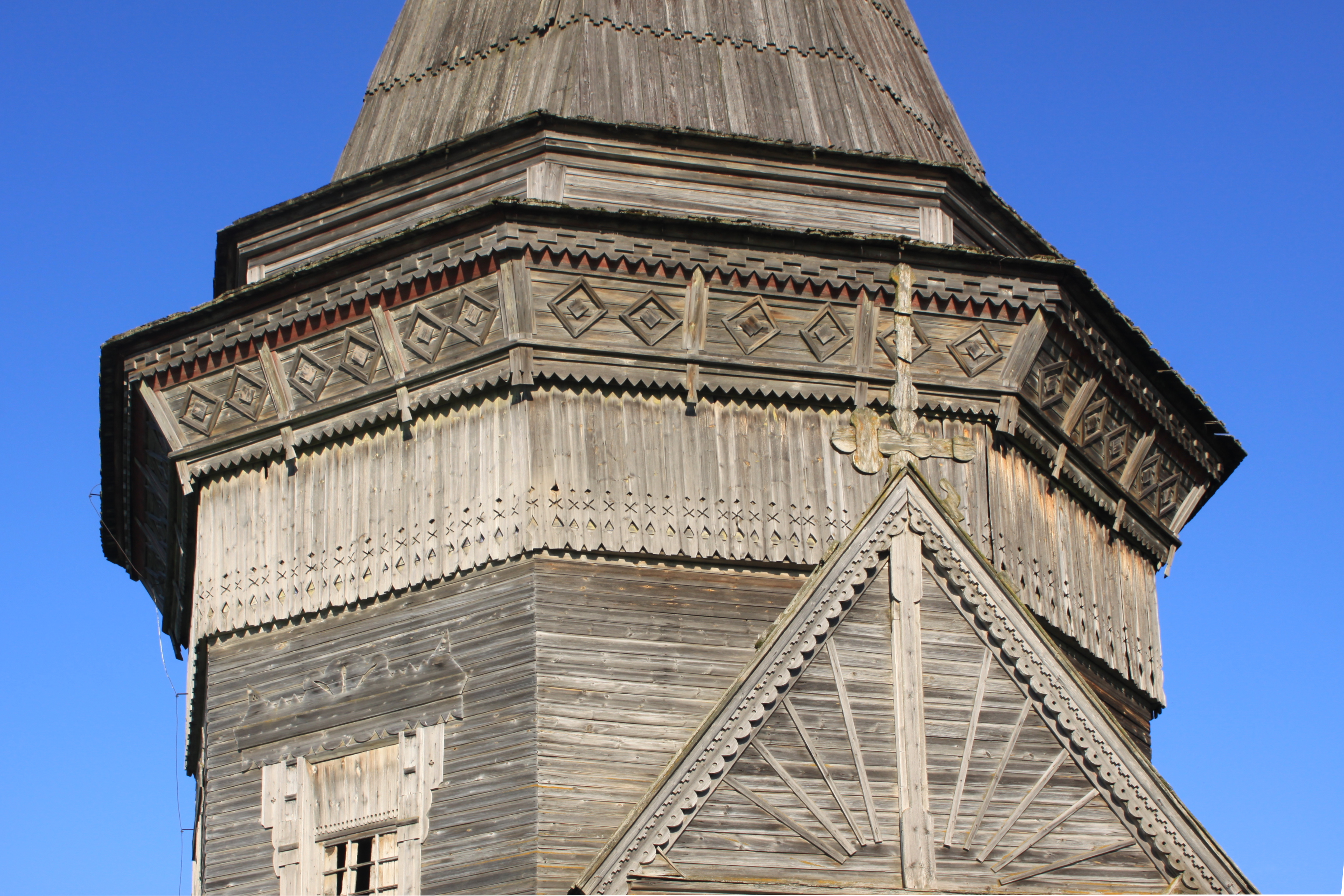
Corniche de l'église après 1894 года.
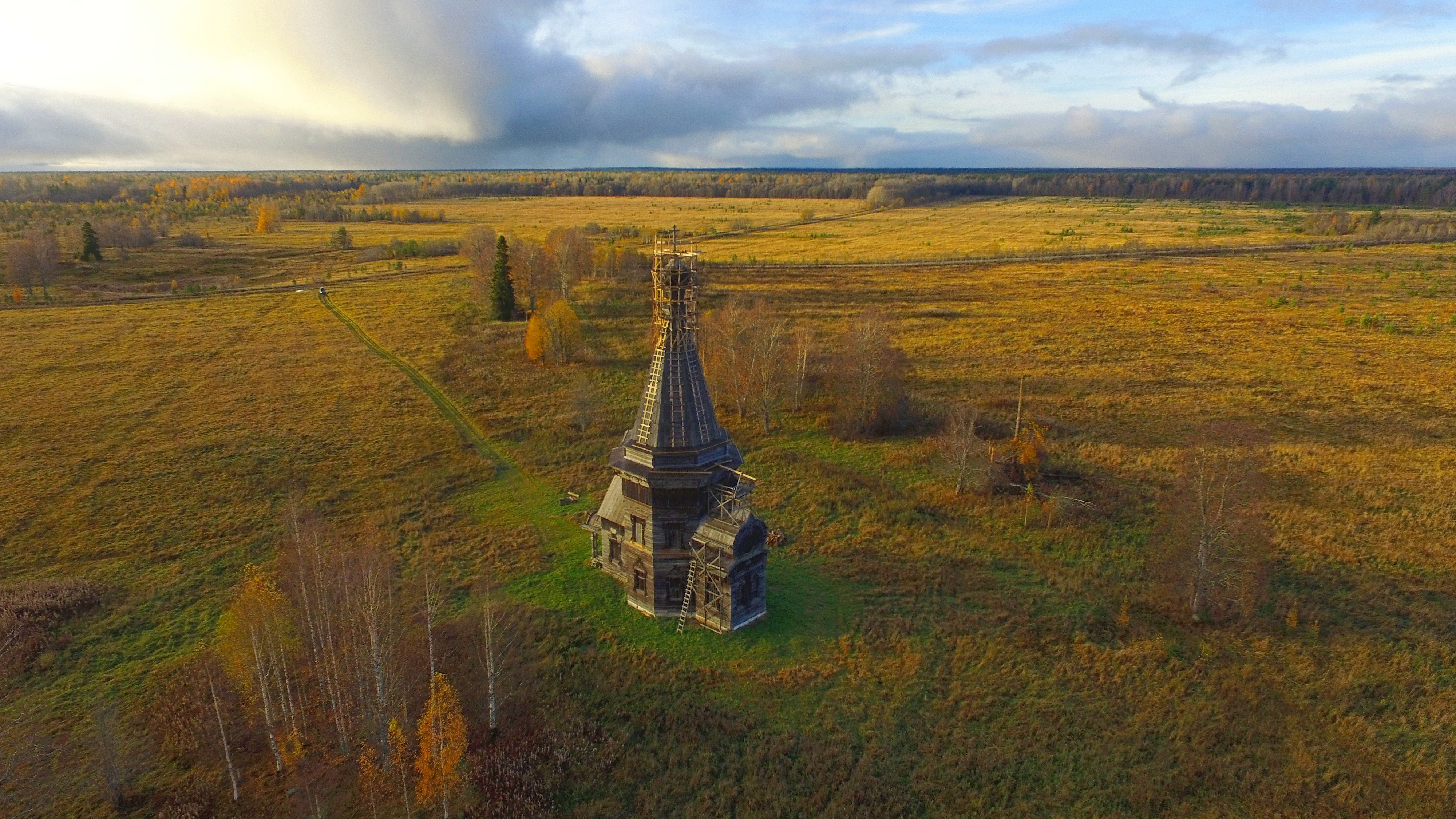
Vue aérienne de l'église.
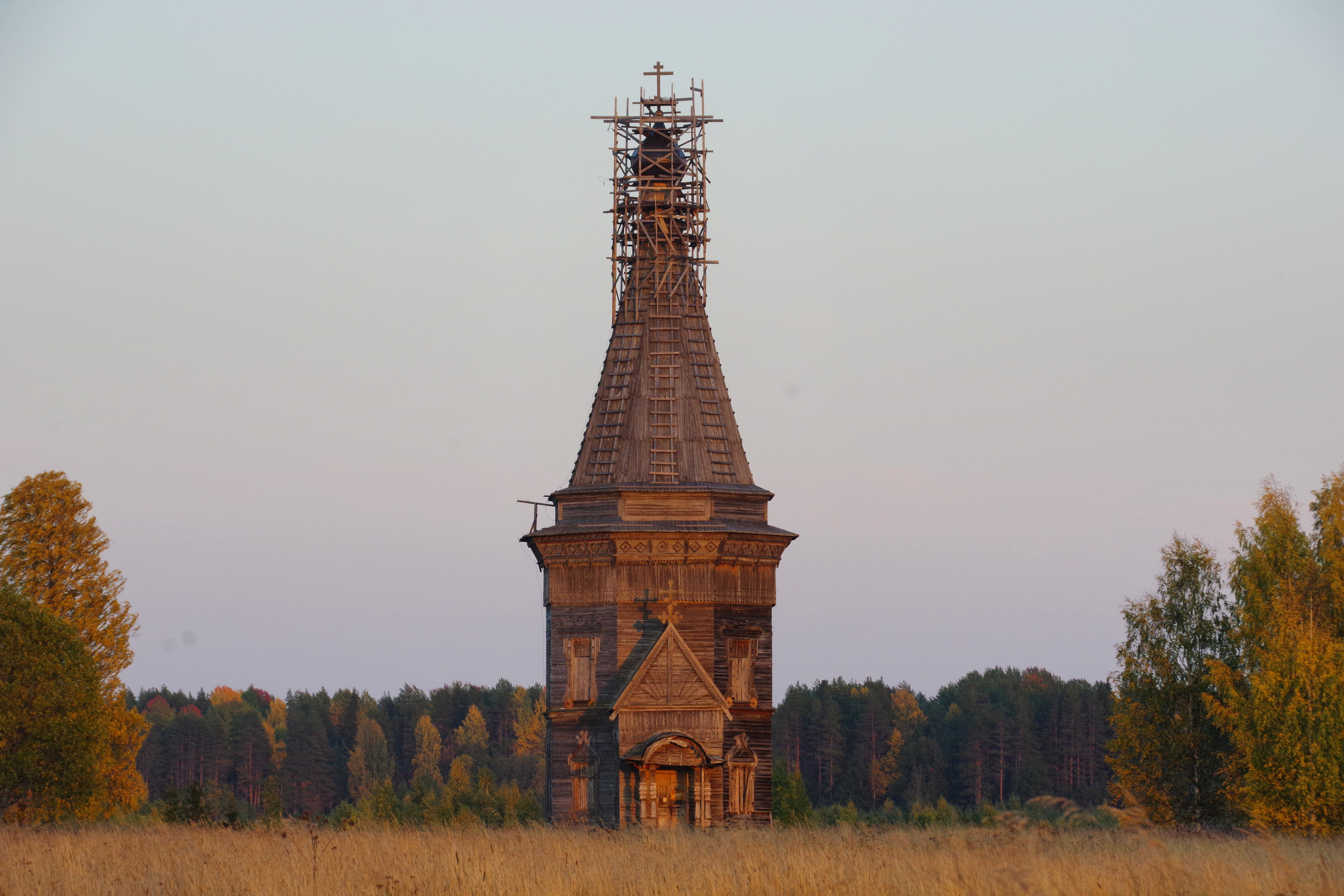
L'église en rénovation.